# Крекінг-установка Фріпорт (LHC-9)
Крекінг-установка Фріпорт (LHC-9, вона ж TX-9) — підприємство нафтохімічної промисловості, споруджене у Техасі хімічним концерном Dow Chemical.
Установка є однією серед цілого ряду підприємств, котрі виникли у нафтохімічній галузі США внаслідок «сланцевої революції». Великі об'єми видобутку природного газу, багатого на гомологічні наступники метану, дозволили організовувати економічно доцільну сепарацію додаткових обсягів етану, на основі чого почався новий етап виробництва олефінів у Сполучених Штатах Америки.
Установку потужністю 1,5 млн тонн етилену на рік розмістили на виробничому майданчику концерну у Фріпорті (південніше Х'юстона), де вже діяли крекінг-установки LHC-7 та LHC-8. Новий об'єкт досяг будівельної готовності у березні 2017-го, практично одночасно з установкою компанії Occidental Petroleum у Корпус-Крісті (так само Техас, але південніше по узбережжю). Ці два підприємства стали першими у згаданій вище серії нових виробництв етилену, проте LHC-9 є значно потужнішою.
Установка становить частину інвестиційного проекту концерну Dow Chemical вартістю 6 млрд доларів США, який зокрема включає завод з виробництва поліетилену потужністю 400 тисяч тонн на рік.